# Mónica Bosch
Mónica Bosch Forrellad (Sabadell, 9 settembre 1972) è un'ex sciatrice alpina spagnola.

## Biografia
Mónica Bosch, specialista delle prove tecniche, debuttò in campo internazionale ai Mondiali di Morioka 1993, dove si classificò 29ª nello slalom speciale; l'anno dopo partecipò ai XVII Giochi olimpici invernali di Lillehammer 1994, sua prima presenza olimpica, classificandosi 22ª nello slalom gigante e 23ª nello slalom speciale. In Coppa del Mondo ottenne il primo piazzamento il 27 novembre 1994 a Park City in slalom speciale (29ª) e ottenne il miglior risultato il 18 novembre 1995 a Vail/Beaver Creek nella medesima specialità (21ª); sempre in slalom speciale gareggiò ai Mondiali di Sierra Nevada 1996, dove si piazzò 17ª, e di Sestriere 1997, senza completare la prova.
Il 18 febbraio 1997 conquistò l'ultimo podio in Coppa Europa, ad Astún/Candanchú in slalom speciale (3ª), e ai XVIII Giochi olimpici invernali di Nagano 1998, sua ultima presenza olimpica, non completò lo slalom speciale; anche ai Mondiali di Vail/Beaver Creek 1999, sua ultima presenza iridata, non completò lo gara nella medesima specialità. Si ritirò all'inizio della stagione 1999-2000 e la sua ultima gara fu lo slalom speciale di Coppa del Mondo disputato il 29 dicembre a Lienz, non completato dalla Bosch.

## Palmarès

### Coppa del Mondo
- Miglior piazzamento in classifica generale: 102ª nel 1996 e nel 1997

### Coppa Europa
- 2 podi (dati dalla stagione 1994-1995):
  - 1 secondo posto
  - 1 terzo posto

### Campionati spagnoli
- 5 medaglie (dati dalla stagione 1994-1995):
  - 2 ori (slalom speciale nel 1996; slalom speciale nel 1997)
  - 2 argenti (slalom gigante nel 1995; slalom gigante nel 1996)
  - 1 bronzo (slalom gigante nel 1997)